# Squawk (album)
Squawk è il secondo album dei Budgie, pubblicato nel 1972.

## Tracce
1. Whiskey River – 3:27
2. Rocking Man – 5:25
3. Rolling Home Again – 1:47
4. Make Me Happy – 2:37
5. Hot as a Docker's Armpit – 5:53
6. Drugstore Woman – 3:14
7. Bottled – 1:57
8. Young Is a World – 8:14
9. Stranded – 6:17

## Formazione
- Burke Shelley – voce, basso
- Tony Bourge – chitarre, cori
- Ray Phillips – batteria